# Canale Battaglia
Il canale Battaglia o di Battaglia (in veneto canałe de Bataja) è un corso d'acqua artificiale del Veneto.
Si dirama dal Bacchiglione a sudovest del centro storico di Padova, tra le località Paltana e Bassanello. Pressoché rettilineo, si muove verso sud-sudest sfiorando Mandria, Mandriola e Mezzavia. Dopo aver lambito Battaglia Terme (che gli dà il nome), si unisce al canale Bisatto per formare il canale Vigenzone.

## Storia
Scavato tra il 1189 ed il 1201 dai Padovani, permise di ottimizzare la bonifica del territorio circostante e di unire più facilmente Padova con le città fortificate di Monselice ed Este. Fu per secoli una fondamentale via commerciale per collegare i Colli Euganei a Padova e Venezia (tra le merci trasportate, la trachite estratta nella zona).
Sono numerosi i ponti e le ville che si affacciano alle sue rive. Durante l'epoca della Serenissima Repubblica di Venezia il corso d'acqua permise a molti signori veneziani di raggiungere le residenze estive via barca.
Dal Bassanello s'incontra, subito dopo il ponte della tangenziale sud di Padova sul lato sinistro del canale, nel comune di Albignasego Villa Mandriola. Mentre nelle immediate vicinanze del ponte della Cagna che collega le località di Mandriola e Mandria sulla sponda destra, sorge Villa Molin.
Quindi è la volta del ponte della Fabbrica, tra Albignasego e Abano Terme e, successivamente, giungendo nella località di Mezzavia (il cui nome deriva dal fatto che si trovasse a metà strada fra Roma e Vienna), dell'omonimo ponte che collega i comuni di Due Carrare a Montegrotto Terme in prossimità del quale è stato costruito un pontile d'imbarco.

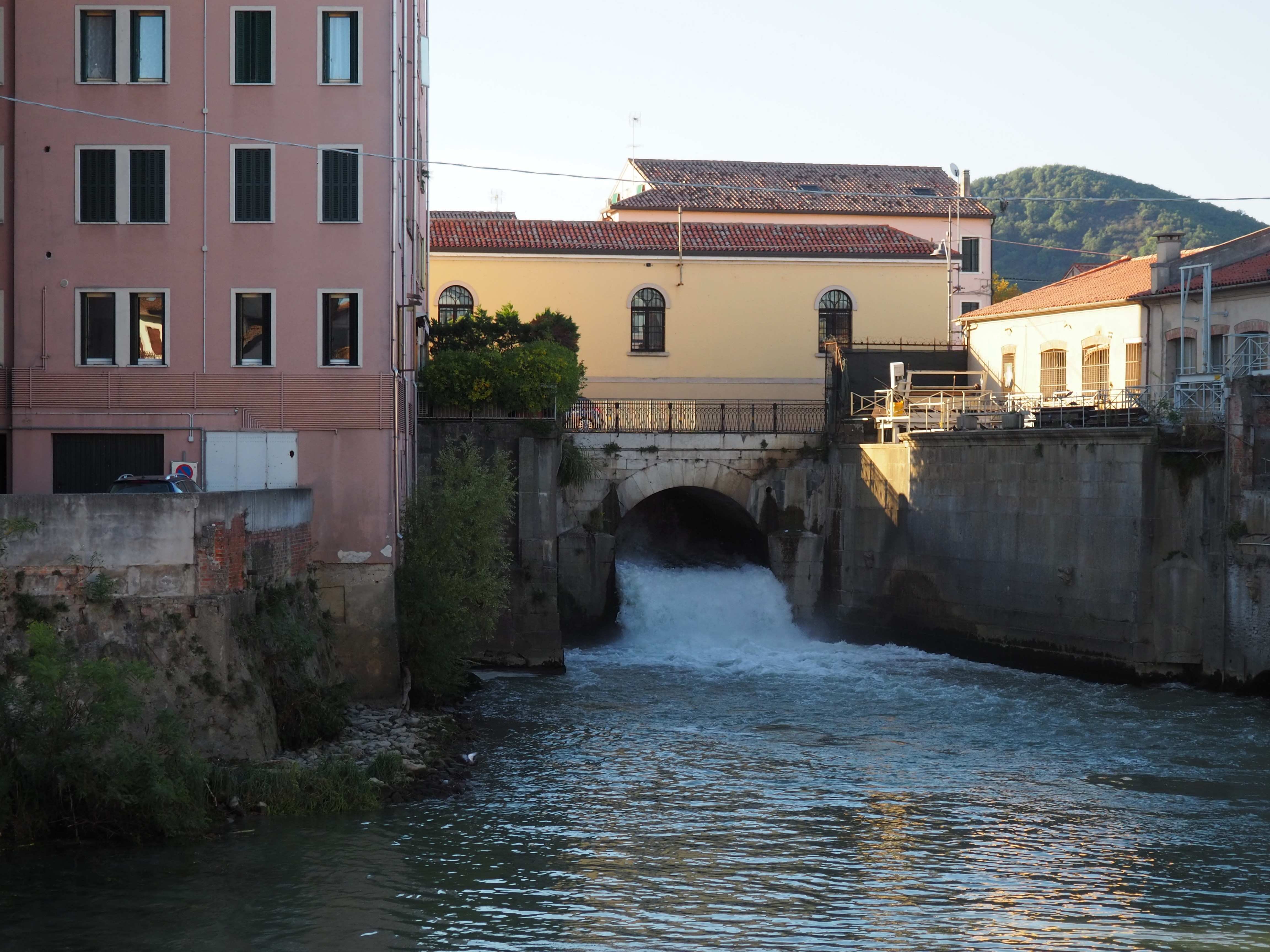
L'arco di mezzo presso Battaglia Terme

Dopo circa 4 km si incontra dapprima il ponte del Catajo (1853) e l'omonimo castello, quindi in località Pigozzo, la chiesa dedicata all'Annunciazione di Maria. Il canale di Battaglia giunge nell'omonimo paese per formare, con il canale Bisatto proveniente da sud, il canale Vigenzone attraverso l'arco di mezzo e una conca di navigazione.
Al canale Battaglia si collegavano operativamente anche altri canali variamente innestati sulle sue acque: è il caso del naviglio di Galzignano che era collegato a Battaglia nella località Porto. Questi collettori minori agevolavano il servizio di trasporto della 
trachite e della scaglia dalle falde orientali delle colline euganee e sebbene la bonifica fondiaria attuata nel secolo XVI ne abbia rettificato il percorso certa e documentata ne rimane la presenza per i secoli antecedenti.